# Lucía Sombra (telenovela de 1970)
Lucía Sombra era una telenovela argentina producida y dirigida para Canal 9 (hoy Elnueve) en 1970. Fue protagonizada por Irma Roy y Alberto Argibay. Además contó con las participaciones estelares de Sabina Olmos y Aldo Kaiser.

## Elenco
- Irma Roy - Lucía Sombra
- Alberto Argibay - Emilio
- Sabina Olmos - Sara
- Alicia Aller
- Aldo Kaiser
- José María Langlais
- Américo Sanjurjo
- Lita Soriano

## Equipo de producción
- Historia: Delia González Márquez
- Dirección: Jorge Palaz